# 21st Century Tower
21st Century Tower es un rascacielos de 55 plantas y 269 metros ubicado en Dubái, Emiratos Árabes Unidos, que finalizó en 2003. El arquitecto que dirigió el edificio fue WS Atkins and Partners.